# ۹۰۰ (میلادی)
۹۰۰ (میلادی) نهصد مین سال تقویم میلادی است.

## درگذشتگان
‎